# مارگارت روچ
مارگارت روچ (انگلیسی: Margaret Roach؛ ‏ ۱ ژانویهٔ ۱۹۲۱ – ۱ ژانویهٔ ۱۹۶۴) بازیگر اهل ایالات متحده آمریکا بود. او دختر هال روچ و مارگریت نیکولز و خواهر هال روچ جونیور بود.
از فیلم‌هایی که وی در آن‌ها نقش داشته‌است، می‌توان به به شکار ارواح می‌رویم، آبشار نیاگارا و سریع و خشمگین اشاره نمود.